# 帥記
『帥記』（そちき）は、平安時代の公家源経信の日記。

## 概要
他に『都記』『経信卿記』『帥大納言記』の名称がある。帥記という名称は大宰権帥の官名から取られたものだが、帥として任地に赴いていた頃の記録は伝わっておらず、現存するのは4年分のみ。わずかに、改元・即位・御産に関する逸文が部類記に残存している。伏見宮本楽書に残った自筆の琵琶譜と違い、日記は大部分が散逸したが、現存している部分だけでも重要記事が多く、親政期から院政初期の政務実態を把握する史料として、『土右記』『水左記』と並ぶ重要な史料である。また逸文として参照された回数からも、先例として重視されていたことが窺える。

## 現存状況と記録時期
現存するのは、治暦4年（1068年）冬、承暦4年（1080年）夏秋、永保元年（1081年）春夏冬、寛治2年（1088年）秋冬（7月を除く）の記事。一方、部類記に残った逸文は、治暦元年（1065年）7月、同年8月、同4年7月、延久元年（1069年）4月、同4年（1072年）12月、承保元年（1074年）8月、承暦元年（1077年）11月、同3年（1079年）7月、寛治元年（1087年）4月等。
これら逸文から、少なくとも治暦元年から寛治2年にかけて日記が書かれていたことがわかる。

## 内容
「琵琶事あり」という記事が見られ、藤原師通に琵琶を教えていたことが窺えるが、日記の内容から歌人や管絃の名手としての側面を捕らえることは難しく、むしろ有職故実に通じた公卿としての姿が目立つ。
治暦4年に、行幸の日取りや来年の内裏造営について陣定が催された際、集まった上達部は意見を求められず、天皇と3人の大臣のみの定が行われた。こうした御前定は前例がないものであり、経信は「奇怪尤甚」と評している。この出来事は以後の親政・院政における天皇や院の発言力が強まる転機となった。
また承暦4年に、高麗から太宰府に宛てて、国王である文宗の風疾を治療するため医師を遣わしてほしいとの要請があった。経信は故実を引きながら、これに慎重に賛成している。『続古事談』に経信が反対したと書かれているが、これは源俊実の発言であると推定されている。

## 刊本
- 『水左記 帥記(史料通覧)』日本史籍保存会、1916年。NDLJP:949534
- 『史料大成 第5』内外書籍、1936年8月。全国書誌番号:46058126、NCID BN0683586X。
- 『増補史料大成 第5巻』臨川書店、1986年11月。ISBN 4653005192